# Коронавірусна хвороба 2019 у Малі
Коронаві́русна хворо́ба 2019 у Малі́ — розповсюдження пандемії коронавірусу територією Малі.
Перші 2 випадки появи коронавірусної хвороби було виявлено на території Малі 24 березня 2020 року.

## Хронологія
25 березня 2020 року уряд Малі повідомив про перші два випадки коронавірусу в країні. Інфікованими виявилися громадяни Малі, котрі повернулися з Франції 12 та 16 березня відповідно. 49-річну жінку, котра проживає в столиці Бамако, та 62-річного чоловіка, котрий проживає в місті Каес, на заході Малі, було виявлено 24 березня.

## Запобіжні заходи
18 березня президент Малі Ібрагім Бубакар Кейта призупинив авіарейси з постраждалих країн, закрив школи та заборонив проведення великих громадських зібрань.